# Особняк (театр)
Санкт-Петербургский драматический театр «Особняк» — профессиональный драматический театр под руководством Дмитрия Поднозова, основанный в 1989 году, в разгар петербургского студийного движения.

## История
Театр возник 30 июня (1 июля по другой версии) 1989 года. В отличие от множества театров-студий, которые в то время открывались под руководством идейного и творческого лидера — режиссёра, «Особняк» организован независимыми актёрами.
В начале 1990-х в театре шли постановки Игоря Ларина, радикально переосмыслявшего хрестоматийные тексты. «Сон о вишневом саде» по А. Чехову — эскиз для пяти актёров, «Омрачение» — вариации на тему романа Ф. Достоевского «Преступление и наказание», «Лес» А. Островского. Мимические балеты на темы живописи Босха и Брейгеля «Искушение св. Жерома».
Параллельно в театре работал Александр Лебедев. Его работы совершенно иные по стилю и интонации — более доверительные, психологические, менее эпатажные. Лебедев первый на профессиональной сцене поставил пьесу ещё неизвестного тогда М. Угарова «Газета „Русский Инвалидъ“ за 18-е июля…», «Двойник» Ф. Дюренматта.
В 1996—2000 гг., с приходом режиссёра Владимира Михельсона «Особняк» сосредоточил внимание на современной драматургии — ставятся пьесы М. Угарова «Зеленые щеки апреля», «Истребитель или божьи козявки», «Царство» А. Попова, «Эпитафия» Э. Лимонова и Т. Кибирова, «Счастливые дни» С. Беккета. «Драматические отношения в спектаклях, поставленных В. Михельсоном, всегда учитывают близкое дыхание нескольких десятков зрителей. Как правило, у драматического действия открытая композиция, персонажи — это посредники живого общения актеров со своей публикой; при этом театр выстраивает сюжеты таким образом, что через ту или иную конкретную коллизию просвечивает драма расползающегося по швам существования».
В 2000 году создается «Союз правых театров», в который вступили пять театров: «Особняк», «Академия творческих художеств» из Саратова, «Маленький театр» из Нижнего Новгорода, студия «Театр» Алексея Левинского из Москвы и актёры Театра Михаила Чехова. Был организован съезд и однодневный фестиваль, на котором Особняк объявил о намерении принимать на своей площадке театры «без крыши». Так на сцене Особняка ставили премьеры и оставались в репертуаре Театр Михаила Чехова, «Такой театр», театр марионеток «Кукольный дом», «Потудань» Руслана Кудашова, театр «Ландскрона» Алексея Слюсарчука, «Традиционный авторский театр» Петра Шеришевского, позже театр «Lusores» и мастерская «АСБ». Вокруг театра были разбросаны листовки с надписями: «Союз Правых Театров — это потому, что театр ПРАВ, уходя от коммерческого потока в малые формы». На обратной стороне этой листовки — Станиславский. «Театр устал» — на другой листовке, поверх изображения обобщенно-узнаваемого неповоротливого театра-музея.
В сезоне 2000/2001 режиссёр Алексей Янковский ставит «Сталкера» — ремейк фильма А. Тарковского, «Джонни и Хэс» А. Фугарда, «Человеческий голос» по тексту Клима, отказываясь от классики и острой современности. Появляются спектакли «Активная сторона бесконечности» — инсценировка Клима по К. Кастанеде, с Александром Лыковым и Дмитрием Поднозовым, «Я…Она…Не Я и Я» по пьесе Клима.
С 2001-го главный режиссёр «Особняка» Алексей Слюсарчук. Он создает спектакли по философским и экзистенциальным текстам: «Lexicon» Павича, «Король умирает» Ионеско, «Так говорил Заратустра» Ницше, «Однажды летним днем» Фоссе, спектакли по текстам Фриша, Джойса, Аррабаля, Клима. Перед премьерой «Фандо и Лис» по Аррабалю Слюсарчук предупреждал в интервью: «Если вы надеетесь отвлечься от личных проблем, забыть о семейных конфликтах, об обидах, которые вам нанесли ближние ваши, на эту премьеру вам лучше не ходить. Сходите в Мюзик-Холл. А тут, скорее, вам могут напомнить о том, о чем вы могли, или сознательно пытались забыть».
С 2002 года в театре ставит режиссёр Юлия Панина. В каждой постановке она тщательно и скрупулёзно исследует сложную, многогранную, непонятную и нелогичную человеческую личность. Её главные спектакли: «Посторонний» по А. Камю, «П.Гюнт» по Г. Ибсену, «Чайка над вишневым садом» по А. Чехову, «Гамлет. Ричард. Лир» по У. Шекспиру.
С 2014 года с «Особняком» сотрудничает режиссёр Яна Тумина. Её спектакли «Барьер», «Корабль Экзюпепри», «Комната Герды».

## Художественный руководитель
Художественный руководитель театра — Поднозов Дмитрий Владимирович родился 17 декабря 1961 года в Ленинграде.
В 1984 году закончил ЛГИТМиК, класс проф. Р. Агамирзяна.
В 1989 году он стал одним из основателей легендарного Санкт-Петербургского театра «Особняк».

## Репертуар
| Спектакль | Режиссёр                        | Премьера   |
| --- | ------------------------------- | ---------- |
| |                                 |            |
| «Венский апокриф» по роману Ингеборг Бахман «Малина»                                                                             | Алексей Слюсарчук               | 04.12.2013 |
| «Посторонний», фантасмогория по мотивам повести Альбера Камю «Посторонний»                                                       | Юлия Панина                     | 01.07.2013 |
| «Однажды летним днем…» история любви (Юн Фоссе)                                                                                  | Алексей Слюсарчук               | 09.03.2013 |
| «Так говорил Заратустра», драматическая инсталляция по текстам Фридриха Ницше и Карла-Густава Юнга                               | Алексей Слюсарчук               | 10.12.2013 |
| «Почти рай» по мотивам пьесы Херберта Бергера. Ремикс                                                                            | Юлия Панина                     | 12.06.2013 |
| Кабаре декаданс в 2-х отделениях / ариетки А. Вертинского, зонги Курта Вайля                                                     | Юлия Панина                     | 07.11.2008 |
| «Король умирает» (Эжен Ионеско)                                                                                                  | Алексей Слюсарчук               | 28.03.2008 |
| «Кроткая» инсценировка И. Тилькина по повести Ф. М. Достоевкого                                                                  | Юлия Панина                     | 26.05.2006 |
| Гуд найт, мама! по Марше Норман. Тест                                                                                            | Юлия Панина                     | 2007       |
| «Фандо и лис» по пьесе Фернандо Аррабаля                                                                                         | Алексей Слюсарчук               | 2007       |
| «Елена и Штурман» по пьесе Дмитрия Липскерова                                                                                    | Юлия Панина                     | 2007       |
| «Я люблю» спектакль-кабаре Натальи Эсхи по пьесе Клима «Кабаре Бухенвальд»                                                       | Юлия Панина                     | 2005       |
| «Дао-дэ Цзин», церемония в 3-х актах — сценическая версия Клима                                                                  | Алексей Слюсарчук               | 2005       |
| «Пенелопа 18», драматическая инсталляция по роману Дж. Джойса «Улис»                                                             | Алексей Слюсарчук               | 2003       |
| «Она — я — не я и она», моноспектакль Татьяны Кузнецовой                                                                         | Алексей Слюсарчук               | 2003       |
| «LEXICON», artefact по романам Милорада Павича                                                                                   | Алексей Слюсарчук               | 2002       |
| «Активная сторона бесконечности», пьеса Клима по книге Карлоса Кастанеды                                                         | Алексей Янковский               | 2001       |
| «Счастливые дни» (Сэмюэль Беккет)                                                                                                | Владимир Михельсон              | 1999       |
| «Изгнанник» моноспектакль Виктора Терели (Сэмюэль Беккет)                                                                        | Владимир Михельсон              | 1999       |
| «Страх», моноспектакль Михаила Вассербуама по рассказам А. П. Чехова                                                             | Владимир Михельсон              | 1999       |
| «Эпитафия», моноспектакль А. Девотченко по роману Э. Лимонова «Дневник неудачника» и поэме Т. Кибирова «Сквозь прощальные слезы» | Владимир Михельсон              | 1998       |
| «Царство» (Александр Попов) | Владимир Михельсон              | 1998       |
| «Истребитель или божьи козявки» по пьесе Михаила Угарова «Правописание по Гроту»                                                 | Владимир Михельсон              | 1997       |
| «Сеньор кабачок», кабаре-TV по фильмам Феллини и мюзиклам 50-х годов                                                             | Наталья Эсхи и Дмитрий Поднозов | 1997       |